# Hochstetten-Dhaun
Hochstetten-Dhaun település Németországban, Rajna-vidék-Pfalz tartományban. Lakosainak száma 1667 fő (2023. december 31.).

## Népesség
A település népességének változása:
| Lakosok száma | 1504 | 1620 | 1717 | 1610 | 1603 | 1667 |
|               | 1975 | 2017 | 2019 | 2021 | 2022 | 2023 |